# Вульгаризмы и ругательства в польском языке
Вульгаризмы и ругательства в польском языке — группа слов и выражений в польском языке, обычно признаваемых непристойными, касающихся религиозных убеждений, телесных функций, секса и деторождения, а также частей тела, которые считаются постыдными. Из опроса CBOS 2013 года следует, что ненормативную лексику используют 8 из 10 взрослых поляков, чаще — мужчины и молодые люди.

## Наиболее часто используемые вульгаризмы

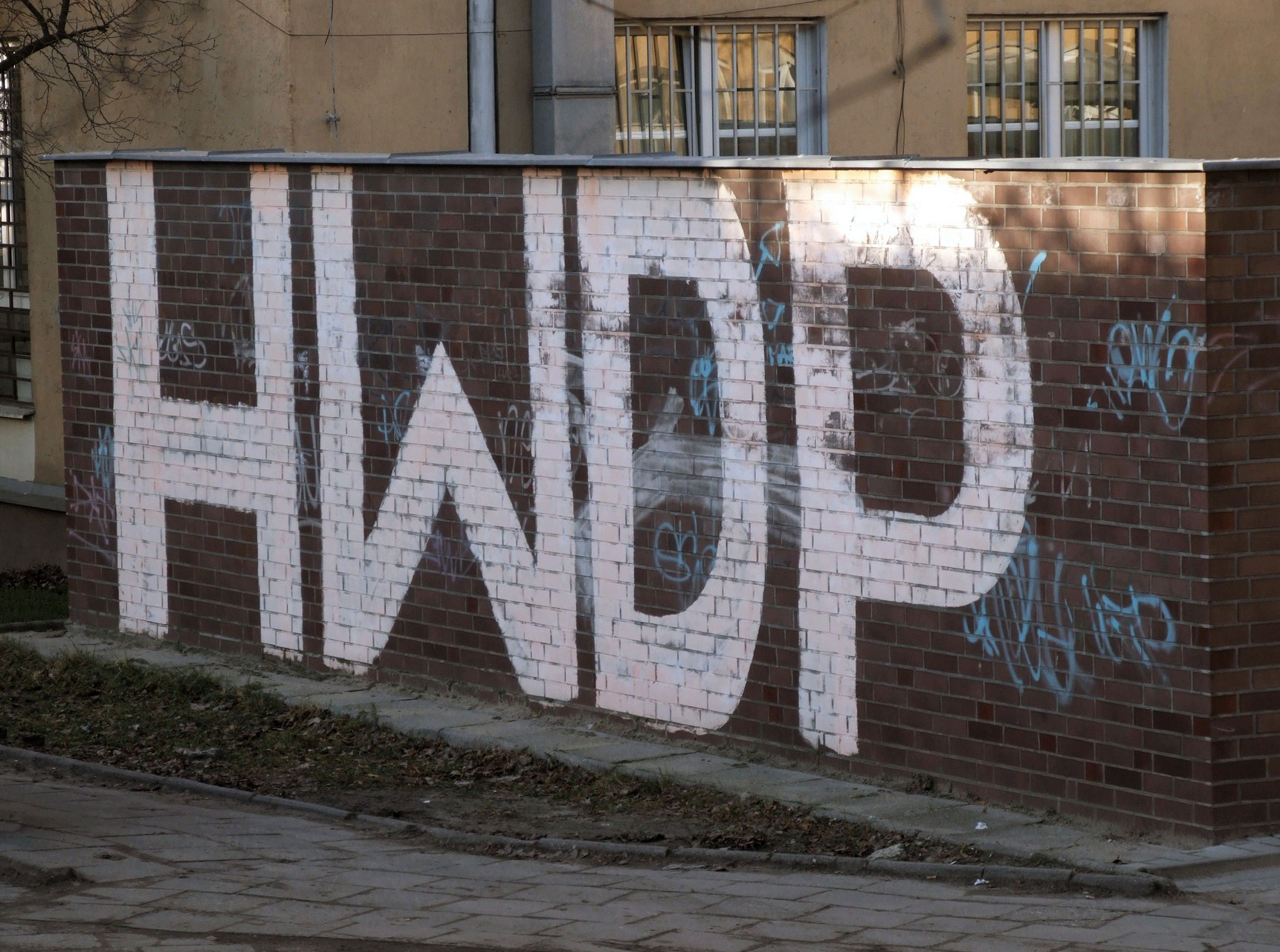
Граффити с вульгарной аббревиатурой HWDP (chuj w dupę policji) на польской улице

Лингвист Ежи Бральчик считает, что в польском языке существует пять основных вульгаризмов — «chuj», «pizda», «jebać», «pierdolić» и «kurwa». Все остальные вульгаризмы — производные слова и фразеологизмы, образованные комбинацией вышеназванных пяти слов. Новые вульгаризмы появляются, когда создаются новые конфигурации слов или изменяется их смысловой контекст. «Словарь реального польского языка» (Słownik polszczyzny rzeczywistej) предлагает для слов «pierdolić», «jebać», «kurwa» и «chuj» 350 значений, в том числе для слова «kurwa» — 47 значений.
Лодзинский лингвист Пётр Фонка, автор «Словаря реального польского языка» — работы лодзинских ученых и студентов — считает, что до недавнего времени ругательства ассоциировались с отсутствием образования, хороших манер и светской изысканности. Он утверждает, что в настоящее время ругательства не являются поводом для стыда; существует даже определенная мода на ругань. По его словам, использование ругательств в настоящее время не ограничивается возрастом, полом, образованием, общественным положением или личностью.

## Проклятия, оскорбления и вульгаризмы
Ругательства, брань и сквернословие не являются однозначными понятиями. Согласно лингвисту Мацею Гроховскому, ругательства служат для канализирования эмоций, они пустые и не несут смысл, как таковые не служат передаче информации. Их функция, в основном, заключается в информировании об эмоциональном состоянии говорящего. Они могут, но не обязаны быть вульгарными, например, «jasny gwint», «a niech to», «Jezus Maria». С другой стороны, и вульгаризм может передавать содержательную часть сообщения. Функция оскорбления — обижать человека, к которому говорящий имеет негативное отношение. Они могут, хотя не обязаны быть вульгарными.

## Природа вульгаризмов и ругательств
Проклятия и оскорбительные формы встречаются в языке с самого начала цивилизации. Часто они происходят от слов-табу — магической формулы, допустимой только в определенных случаях; использование ее в другом контексте было нарушением этических норм. Верили, что использование ругательств может снять божью кару или привести к несчастью.

## История польских ругательств
В прошлом в проклятиях часто упоминали имена бога или святых: «przebóg», «dalibóg». Столь же частым было пожелание скорой смерти или болезни, например, «bogdaj cię zabito», поглощения огнем ада или другого несчастья, например, «bogdaj nogę przy samej przyłaziła dupie». Использование физиологической обесцененной лексики должно было усилить неприязненное отношение к человеку; можно было на кого-то «rzygać», «plwać», «oblewać gnojem», в более сильной форме сказать кому-то «żreć gnój» или «świże gówno brać w zęby». Другим видом оскорбления было сравнение человека с животным, например, собакой или свиньей. Существовало множество выражений, обозначающих проститутку: «wyleganica», «murwa», «kortyzanka», «małpa», «nęta», «przechodka», «klępa», «larwa», «suka», причем эти термины применялись также в отношении женщин, которые проституцией не занимались. До XVIII века оскорбительным было слово «kobieta» («женщина» в современном польском языке), этимологически связанное с выпасом свиней. Мужчин называли «kurwie macierzy syn», «skurwysyn», «szelma», «huncwot», «kurewnik», «świniarz», использование этих слов могло повлечь за собой денежный штраф размером до 40 гривен. Для шляхты оскорбительным было слово «cham», несмотря на библейское происхождение — от Cham, которое обозначало крестьянина, что расценивалось как отрицание дворянского статуса. Также использовались слова, относящиеся к интимной сфере человека: «kutas», «pała», «kuśka». Не были вульгарными слова «ruchać» и «dupa». Грубым вульгаризмом было слово «kiep», означавшее женский половой орган или женоподобного мужчину.

## Функции вульгаризмов
Среди функций широко используемых вульгаризмов":
- усиление речи высказывания: «W ogóle przystojny, zajebisty, kurwa, koleś»
- угроза: «Jebnąć cię czy się zamkniesz już?»
- констатация факта: «Jebać to mało, zajebać trzeba!»
- неодобрение: «Wyjebał się chuj»
- гнев: «Stara kurwa napierdala w telefon a ja tu browarka sączę»
- удивление: «Kurwa, jak to kurwa usłyszałem, to mnie kurwa z zawiasów wypierdoliło»"
- восторг: «Ale mówię ci, zajebiście było»
- подтверждение: «A ja się, kurwa, czuję właśnie jak w Dniu świra»
- использование данного слова заменяет другие: «Mój wujek ma, kurwa, no ten, kurwa…»
- вводное слово, открывающее высказывание или сигнализирующий начало, причем слово это не имеет никакого значения: «Kurwa, choć nie na temat to dodam, że…»

## Научные работы
Проблематике ненормативной лексики в польском языке посвящены «Словарь польских оскорблений, брани и пейоративных терминов» (Słownik polskich wyzwisk, inwektyw i określeń pejoratywnych) Людвика Стоммы, «Словарь польских ругательств и вульгаризмов» (Słownik polskich przekleństw i wulgaryzmów) Мацея Гроховского.